# McLaren MCL35M
O McLaren MCL35M é o modelo de carro de corrida construído pela McLaren para competir no Campeonato Mundial de Fórmula 1 de 2021, está sendo pilotado por Lando Norris e Daniel Ricciardo. O MCL35M marcou o retorno da McLaren aos motores Mercedes, que havia equipado os carros da equipe britânica pela última vez na temporada de 2014. O lançamento do MCL35M ocorreu em 15 de fevereiro de 2021 e sua estreia ocorreu no Grande Prêmio do Barém, a primeira etapa da temporada de 2021.
Devido ao impacto da pandemia de COVID-19, os regulamentos técnicos que estavam planejados para serem introduzidos em 2021 foram adiados para 2022. Com isso, sob um acordo entre as equipes e a FIA, os carros com especificações de 2020 — incluindo o McLaren MCL35 — terão sua vida útil estendida para competir em 2021, com a McLaren produzindo um chassi atualizado denominado "McLaren MCL35M".
A McLaren teve uma pintura especial para a corrida do Grande Prêmio de Mônaco baseada nas cores da petrolífera Gulf que é o azul claro e o laranja. Além do carro, os macacões dos pilotos Lando Norris e Daniel Ricciardo também foram em estilo retrô, assim como o uniforme dos membros da equipe e o pacote gráfico das redes sociais. A McLaren também anunciou que uma linha de roupas, em edição limitada, seria lançada no site oficial da equipe.